# 阿蘇カルデラ

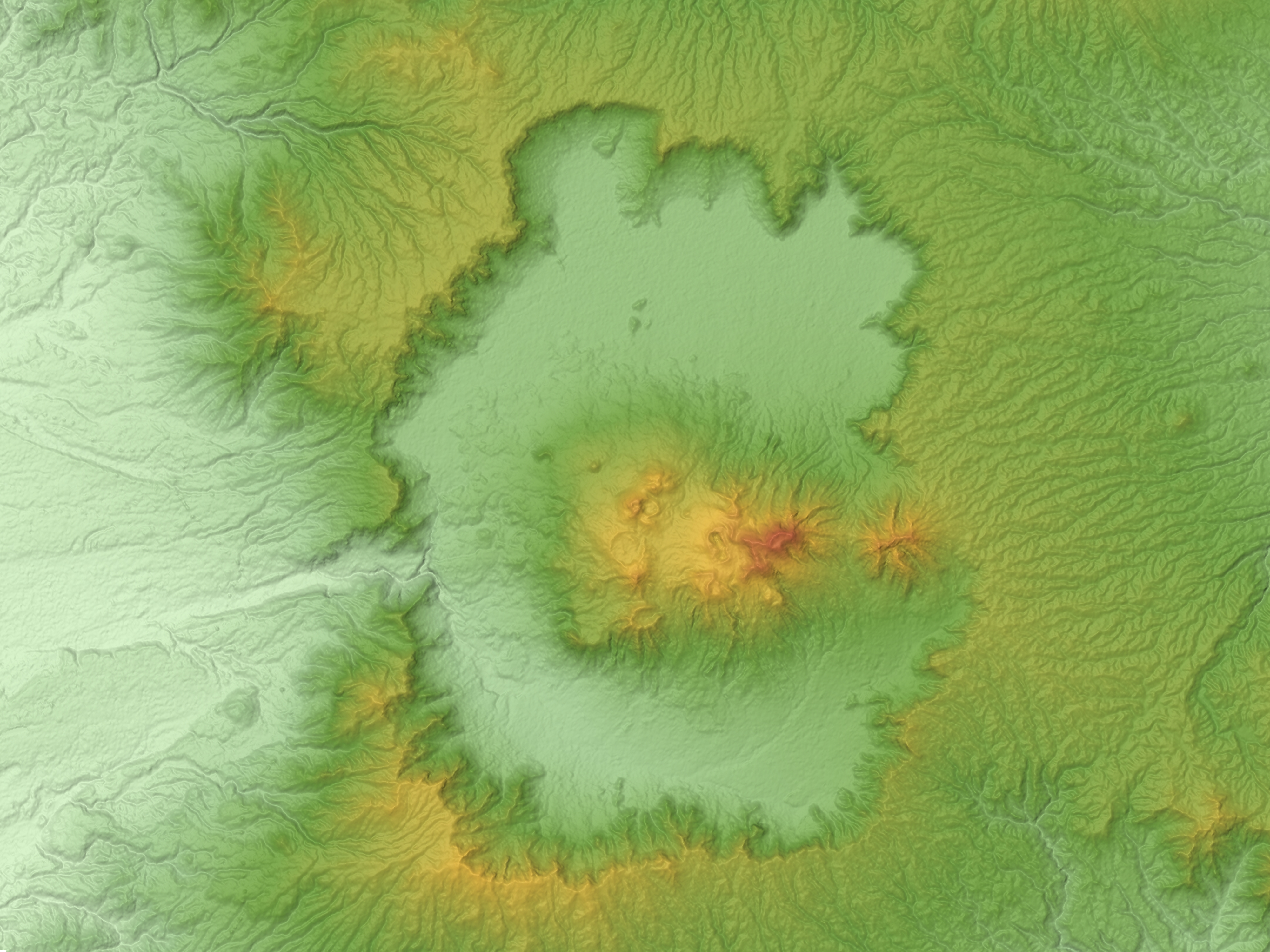
阿蘇カルデラの地形図

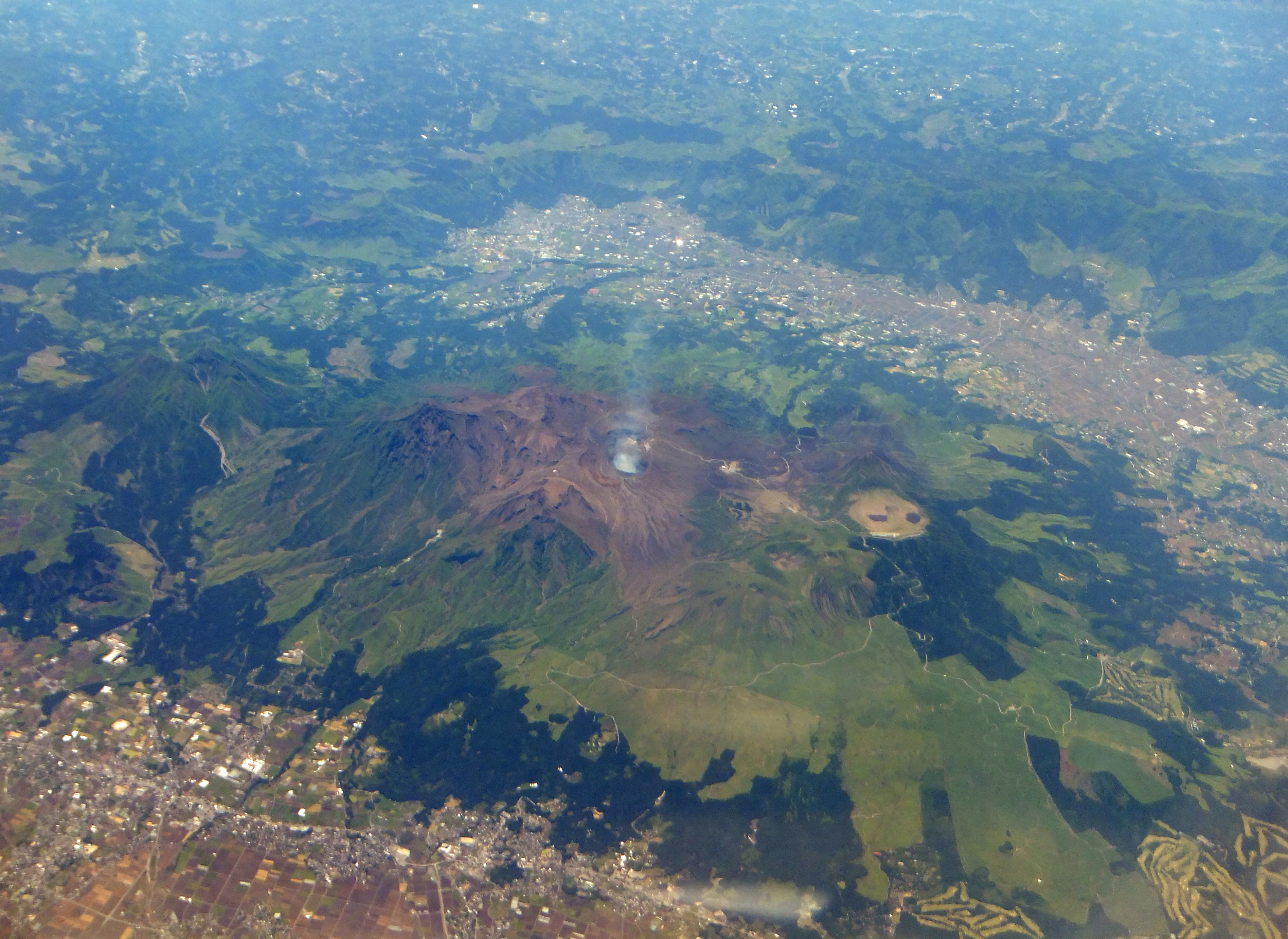
阿蘇カルデラの空撮（2014年5月）
中央火口丘の南北に広がる市街地、耕地、牧草地はカルデラ内に存在する。

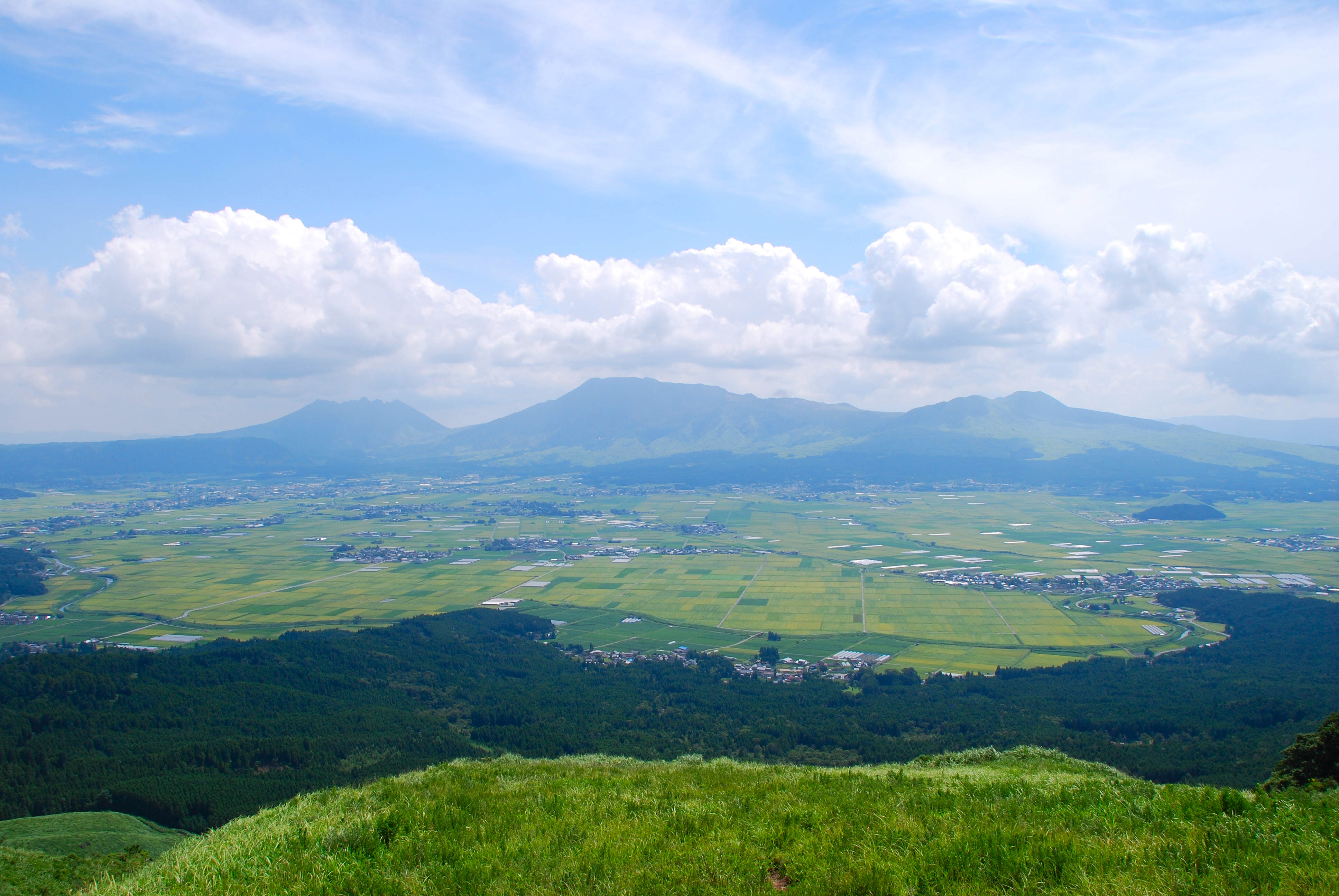
大観峰から見た阿蘇カルデラ

阿蘇カルデラ（あそカルデラ）は、九州の熊本県にある、阿蘇山を中心としたカルデラ地形である。

## 概要
南北25 km、東西18 kmで、中心部に中央火口丘の阿蘇五岳があって、カルデラ底を北部の阿蘇谷、南部の南郷谷に分断している。これらを標高300-700 m級の外輪山が取り囲んでいる。
カルデラ内の阿蘇谷と南郷谷には湖底堆積物がある。地質調査やボーリング調査によって阿蘇カルデラ形成後にカルデラ内において湖が少なくとも3回出現したと考えられ、古いものから、古阿蘇湖、久木野湖、阿蘇谷湖と呼ばれている。また、現在露出している中央火口丘群は活動期間後半の8万年前から現在までに形成された山体に過ぎず、活動初期の山体は噴出物に埋没している。

## 形成史
阿蘇カルデラは、27万年前から9万年前に起きたAso-1、Aso-2、Aso-3、Aso-4と呼ばれる4つの火砕流の噴出に伴う活動で形成された。特に大規模だったのはAso-4で多量の火砕物を放出し、火砕流は当時は陸続きだった本州西部の秋吉台（山口県）まで流走した。その距離は160 kmにもなる。Aso-4の噴火で、現在見られる広大な火砕流台地を形成した。その後の侵食でカルデラ縁は大きく広がり、現在の大きさにまで広がったと考えられている。なお、Aso-4火山灰が日本列島を広く覆っていることは1982年に初めて気づかれ、1985年に発表された。またこの4回の火砕流の体積は内輪に見積っても約200 km3である。
主な噴出年代と噴出量
- Aso1 : 約26.6万年前、噴出量 32 DRE km3。
- Aso2 : 約14.1万年前、噴出量 32 DRE km3。
- Aso3 : 約13万年前、噴出量 96 DRE km3。
- Aso4 : 約9万年前、噴出量 384 DRE km3。

注）DRE（Dense Rock Equivalent）は換算マグマ噴出量。噴出堆積物の量はこれよりもはるかに多い。

## 阿蘇3噴火
阿蘇3噴火は、約13万年前に発生した"噴火サイクル"の一つ。この噴火は、Aso-3W降下軽石層を噴出するプリニー式噴火から始まり、大規模火砕流の噴出に時間間隙なく移行した。Aso-3火砕流堆積物は、本質物の種類や斑晶量の違いによって下位からAso-3A,Aso-3B,Aso-3Cのサブユニットに区分される。これらのサブユニット間のテクスチャは連続的に変化しており、境界は不明瞭であるが、3Aがデイサイト質なのに対して3Bと3Cは安山岩質、3Aと3Bの軽石やスコリアは無斑晶状で発砲しているのに対して3Cは斑晶質で発砲度が低い点で、凡そのフローユニット間を認識できる場合がある。噴火の始まりは輝石デイサイトからなるが、噴火が進むにつれて苦鉄質へと変化していく。
イベント全体の見かけ噴出量は、火砕流堆積物が約100 km3、降下火砕物が約79-250 km3と見積もられており、合計すると約179-350 km3と推定される。
Aso-3W降下軽石は、淘汰のよい白 - 灰白色の軽石層からなる。軽石はデイサイト質でスポンジ状に発泡し、微量の径1mm以下の斜長石・直方輝石・単斜輝石を含む。軽石と同質の黒色ガラス質岩片をよく伴っている。また、ごくまれに黒色のスコリアが混入する場合がある。層厚の軸は南東方向。Aso-3W単体の噴出量は、約4-40 km3と推定される。
Aso-3A火砕流堆積物は、無斑晶状で発泡した径30 cm以下の輝石デイサイトの軽石と、同質のガラス火山灰の基質からなる火砕流堆積物である。軽石とガラス質火山灰は白 - 淡褐色で、大形の軽石はしばしば内部に大きい空隙を持つ。大部分は非溶結であるが、層厚が厚い地域のみ溶結している場合があり、カルデラ南東方では全体が黒色ガラス質に強溶結した特徴的な岩相が観察される。基底から上方に向かって、黒色スコリアや縞状軽石の量が増加する傾向がある。また，カルデラ南方の長谷峠付近やその南方では、基底に岩片濃集層が確認される。
Aso-3B火砕流堆積物は、無斑晶状で比較的発砲した輝石安山岩スコリアと、同質のガラス火山灰の基質からなる火砕流堆積物である。非溶結 - 強溶結で、層厚の厚い部分の上部で強溶結している場合がある。微量の径1 mm以下の斜長石・直方輝石・単斜輝石を含む。また、白 - 淡褐色の軽石や縞状軽石を含む場合があるが、おそらく3Aと3Bの境界部付近のものと考えられる。下位にあるAso-3Aと、上位にあるAso-3Cとの境界は不明瞭だが、Aso-3Aは軽石主体、Aso-3Cでは斑晶が肉眼で確認できる点で凡その境界が認識できる場合がある。カルデラ北壁近傍では、Aso-3Aを直接Aso-3Cが覆い、Aso-3Bは認識できない。
Aso-3C火砕流堆積物は、斑晶質で発砲度が低い輝石安山岩の黒色スコリアからなる非溶結の火砕流堆積物である。Aso-3Bでは肉眼ではほとんど斑晶が見えていなかったが、Aso-3Cでは下部に径2 mm程度の斑晶が目立ち、上部では更に粒径が大きくなり4-8 mmの斑晶を含むものへと漸移する。スコリアの⻑径は30 cm以下で、⻑円体形またはリボン状を⽰す。

## 阿蘇4/3降下テフラ群
Aso-4とAso-3間に、阿蘇カルデラから放出・堆積したテフラの総称。星住 et al. (2022)は、スコリアか軽石の違いや、噴火の頻度や規模に着目し、阿蘇4/3間の噴火活動を下位からStage 1から5に区分した。
Aso-3噴火終了後、間欠的に小規模な苦鉄質スコリア噴火が生じ（Stage 1）、113kaから噴出率が上がった（Stage 2）。108.4kaから岩質が珪長質へと変化し（Stage 3）、104.7kaからは噴火規模が増大するとともに噴出率も増加し、97.7kaにはAso-4/3間最大の噴火であるABCD噴火 (VEI 5)が発生した（Stage 4）。ABCD噴火後は噴出率が低下し、Aso-4噴火前までに噴出したテフラは、黒雲母や角閃石斑晶を含む小規模なデイサイト軽石であるYテフラのみである（Stage 5）。

### Stage 1
Stage 1のテフラ層は、VEI 3-4の3枚の降下スコリア層であり、下位からZ29テフラ、Z28テフラ、Z27テフラから構成される。スコリアはいずれも、径2 mm以下の斜長石、かんらん石、直方輝石、単斜輝石斑晶を含む。テフラ間の土壌層は、竹田市荻町陽目では1.5-2.5 mとStage 2以降のテフラ間に比べてかなり厚い。Stage 1の合計見かけ体積量は約 0.4 km3、噴出年代はZ29、Z28、Z27がそれぞれ127ka、117ka、114.1ka。

### Stage 2
VEI 3-4の噴火によるZ26 - Z10の17枚の降下スコリア層や降下火山灰層から構成される。テフラ間の土壌層の厚さは数センチメートルから20数センチメートル程度である。スコリアはいずれも、径1 mm以下の斜長石・かんらん石・直方輝石・単斜輝石斑晶を含む。Stage 2の合計見かけ体積量は約1.2 km3、噴出年代は最下位のZ26が113.1ka、最上位のZ10が108.9ka。

### Stage 3
Aso-3噴火のあと、Stage 1，2と玄武岩 - 玄武岩質安山岩によるスコリア噴火が続いていたが、デイサイト質の軽石噴火が出現するところからがStage 3となる。Stage 3のテフラ層は，VEI 3-4の噴火によるZ9 - Z1の9枚の降下軽石層や降下火山灰層から構成され、わずかに降下スコリア層を伴う。Stage 3の合計見かけ体積量は約0.5 km3、噴出年代は最下位のZ9が108.4ka、最上位のZ1が105ka。
Stage 3からのテフラは、全岩化学組成のうちCa/Sr比が、阿蘇4噴火に向けて連続的に減少していく。これは、含水量の変化による斜長石の晶出温度の変化によるものと見られており、マグマ溜まり内の含水量が徐々に高くなったことを示すものと解釈している。

### Stage 4
Stage 4のテフラ層は、下位からM、JKL、HI、G´、G、EF、ABCDの7つの降下軽石層や降下火山灰層から構成される。EFテフラ基底の降下軽石層（Fテフラ）を除いて、いずれも径1 mm以下の斜長石・直方輝石・単斜輝石斑晶を含む特徴がある。EFテフラとABCDテフラの間の土壌層には、阿多カルデラ起源の阿多火山灰が挟まれている。Stage 4では、概ね1ka周期でVEI 4-5の噴火が生じた。
Stage 4最下位にあるMテフラは、黒 - 灰色の火山灰層と白色軽石の降下軽石層の互層で構成される。成層した火山灰層中の基底面が下位のテフラ層を侵食している部分があり、若干の時間間隙を示す可能性がある。Mテフラの見かけ体積量は約2.5 km3、噴出年代は104.7ka。
JKLテフラは、基底部付近に厚い白色降下軽石層であるK層があり、K層を挟むように降下軽石層と降下火山灰層の互層が堆積する。上位の互層がJ層、下位の互層がL層。L層の白色軽石層は淘汰があまり良くない。JKLテフラの見かけ体積量は約2.1 km3、噴出年代は103.3ka。
HIテフラは、基底部に主に径2 cm以下の白色軽石からなる厚い降下軽石層であるI層と、この上位に白色軽石層と火山灰層の厚い互層であるH層から構成される。Hテフラは厚さ2-4 cm程度の褐色粘土質火山灰層を数層挟むのが特徴。HIテフラの見かけ体積量は約5.0 km3、噴出年代は102.6ka。
G´テフラは、暗灰色の厚い火山灰層で、最上部に不明瞭な軽石層を伴う場合がある。下位のH層との間には厚さ30 cmの土壌層を挟む。G´テフラの見かけ体積量は約1.0 km3、噴出年代は101.2ka。
Gテフラは、基底に主に径2 cm以下の白色軽石からなる白色軽石層があり、基底から4分の1ほどの位置に径数ミリメートル以下の黒色岩片が並ぶのが特徴。近傍では3枚のサブユニットからなるが、遠方では1枚のみからなる場合が多い。基底直下には、薄い暗灰色火山灰層を伴う場合がある。Gテフラの見かけ体積量は約0.4 km3、噴出年代は100.5ka。
EFテフラは、基底部に主に径1 cm以下の白色軽石からなる降下軽石層であるF層と、この上位に数枚の薄い白色軽石層を含む成層した火山灰層であるE層から構成される。F層は径1 mm以下の黒雲母や普通角閃石斑晶を含むことが特徴。EFテフラのみかけ体積量は約1.7 km3、噴出年代は99.2ka。
ABCDテフラは、は下位から軽石層であるD層、成層した軽石・火山灰互層であるC層、黒色火山灰層であるB層、軽石層であるA層から構成される。
D層は、3枚のサブユニットからなり、基底に暗灰色火山灰層を伴う。基底から1枚目と2枚目の間には径数ミリメートルの黒色ガラス質岩片が配列し、2枚目と3枚目の間には薄い黒色細粒火山灰層を挟む。また、1枚目の軽石層中にも黒色岩片の配列が認められる。
C層は、白色軽石層と火山灰層の厚い互層。
B層は、成層した黒色火山灰層とそれを覆う成層した青灰色火山灰層で、上部の青灰色火山灰層中に薄い白色軽石層を挟む場合がある。
A層は、主に径2-4 cm以下の灰白 - 淡橙色軽石からなる降下軽石層で、10枚程度のサブユニットと、サブユニット間にある薄い黒色火山灰層から構成される。
ABCDテフラの見かけ体積量は約8.1 km3、噴出年代は97.7ka。

### Stage 5
ABCD噴火後、Aso-4噴火までの約1万年間に噴出した阿蘇カルデラのテフラは、Yテフラのみである。ABCDテフラとYテフラの間の土壌中には、95kaに堆積した広域テフラである鬼界葛原火山灰がある。
Yテフラは、主に径1 cm以下の白色軽石からなる降下軽石層である。斑晶として、径2 mm以下の斜長石・黒雲母・角閃石と微量の単斜輝石・直方輝石を含むことが特徴。Yテフラの見かけ体積量は約0.1 km3、噴出年代は91.4ka。
また、テフラ以外の阿蘇火山の噴出物として、Aso-4噴火の直前（数百年前）に、カルデラ西方に大峯火山が形成された。
この大峯火山は、大峯火砕丘と、それに伴って流出した高遊原溶岩からなる。大峯火砕丘は、比高150 mの溶結したスコリアや火山灰からなる火砕丘である。高遊原溶岩は、大峯火砕丘から西方に流出した溶岩流で、東西9 km×南北4 km・比高約80 m・体積2 km3の溶岩台地を形成している。火砕丘・溶岩流は主にSiO263-65 wt%のデイサイトからなり、高遊原溶岩基底直下には大峯火山由来の軽石層が認められる高遊原溶岩の流動期間は約1.4年と見積もられている。

## 阿蘇4噴火
阿蘇4噴火は約8.7万年前に発生した"噴火サイクル"の一つで、阿蘇火山史上最大の噴火である。阿蘇4噴火は最初期の小規模な降下火砕物と火砕流を噴出する活動で開始し、大規模火砕流の噴出に移行した。阿蘇4火砕流堆積物は、1.軽石かスコリアと言った「本質物の種類」、2.堆積物の色調・粒度・溶結度と言った「岩相」、3.本質物の斑晶量・斑晶組み合わせ・全岩化学組成と言った「岩質の違い」により、複数のサブユニットに区分される。これらのサブユニット間には長い時間間隙を示す土壌層や顕著な侵食間隙などは認められないことから、ほぼ連続的に噴出・堆積したと考えられる。
イベント全体の見かけ噴出量は、火砕流堆積物が340-940 km3 、火山灰が220-370 km3または590-920 km3と見積もられており、合計すると560-1,860 km3と推定される。

### Aso-4 第1期
Aso-4噴火の最初期。下位からAso-4X降下軽石、及びこれと同質からなるAso-4X火砕流堆積物が降下軽石層を覆う。黒雲母斑晶を含むのが特徴。第1期の噴出物は、カルデラ壁東側近傍の10数キロメートル以内で観察できる。

### Aso-4 第2期
下位から4L降下火山灰、及び4S火砕流堆積物からなる。4K降下火山灰は、成層した青灰色の火山灰層で、カルデラ縁東側10 km以内に確認される。
この火山灰層を覆う4S火砕流堆積物は、白色軽石を含む非溶結の火砕流堆積物で、角閃石斑晶をわずかに含む。この火砕流堆積物は、カルデラ縁東側と北側の10 km以内に確認される。

### Aso-4 第3期
Aso-4噴火による噴出物の大部分を占める主要な層が第3期にあたり、いずれも火砕流堆積物。下位からAso-4O, Aso-4K, Aso-4H, Aso-4Y, Aso-4M, Aso-BS, Aso-Aのサブユニットからなる。

#### カルデラ西方の堆積物
Aso-4Oは、益城町小谷（）付近に分布する、白色軽石を大量に含む火砕流堆積物である。層厚が厚いのにも関わらず全体的に非溶結。また、Aso-4Oの基底部には軽石火山礫や異質角礫に富み細粒物が乏しい岩片濃集層を伴っている。
Aso-4Kは、南関町肥猪（）などに分布する、ほぼ全量が火山灰粒子からなる溶結した火砕流堆積物である。軽石火山礫をわずかにしか含まないことの他、他のAso-4火砕流堆積物の本質物と比較して角閃石斑晶をほとんど含まないのが特徴。
Aso-4Hは、宇城市鳩ノ平などに分布する、大部分が溶結する火砕流堆積物である。堆積物に含まれる溶結レンズのサイズが数センチメートル以下で、上位のAso-4Yよりもやや粒径が小さい。
Aso-4Yは、カルデラ西側に存在するAso-4火砕流堆積物のサブユニットの中で最も広範囲に分布する大規模な噴出物で、福岡市、天草市など遠方まで到達している。火砕流堆積物の厚い部分では下部が溶結し、上部に非溶結部を伴う。
Aso-4Mは、和水町用木などに分布する、粗粒な灰色軽石を含む火砕流堆積物である。しばしば少量の縞状軽石やスコリアを伴う。
Aso-BSは、菊池市旭志弁利などに分布する、黒色スコリアを含む非溶結の火砕流堆積物で、灰色の軽石や縞状軽石を伴う。

#### カルデラ西方以外の堆積物
Aso-Aは、カルデラから北 - 東 - 南側に分布するAso-4第3期火砕流堆積物の総称。カルデラから西側に分布するAso-4Yを中心に、Aso-4OからAso-4Mに対比されると推定される。谷埋め地域など層厚の厚い部分の下部では強溶結で、台地上や斜面など層厚が薄い部分では弱溶結・非溶結となる。強溶結部は、暗灰色マトリックス中に黒色ガラスレンズを多数含む硬質岩。弱溶結部は、灰 - 暗灰色マトリックス中に偏平化軽石を含む。非溶結部は、灰 - 暗灰色の火山灰マトリックスに軽石が散在し、軽石の気泡はしばしば引き延ばされる。溶結柱状節理は径1-2 m規模で発達。
Aso-Aの基底部には、しばしば異質角礫を多く含む細粒欠乏の岩片濃集層が伴う。カルデラ壁では異質岩片の径が大きく厚い傾向にあるが、カルデラからの距離による層厚や径の変化は不規則。含まれる岩片の種類は、カルデラ近傍では先阿蘇火山岩類に由来する輝石安山岩などが最も多く、基盤に由来するとみられる花崗岩類や変成岩類なども少量認められる。カルデラ遠方では、火砕流流走中に捕獲された地元の異質岩片が多いと考えられる。

### Aso-4 第4期
Aso-4噴火の最終期で、Aso-4T, Aso-4B, Aso-4KSのいずれも火砕流堆積物からなる。
Aso-4Tは、非溶結でオレンジ色をした火砕流堆積物で、かつては鳥栖ロームと呼ばれていた。山口県や宮崎県など広い範囲に分布するが、その層厚は1-2 m程度と薄い場合が多く、広域拡散型火砕流（low aspect-ratio ignimbrite）であると考えられている。カルデラ近傍では、岩片・軽石火山礫や中 - 極粗粒砂サイズの火山灰に富み細粒物に乏しい岩片濃集層を伴うか、この岩片濃集層のみが分布する。
Aso-4Bは、カルデラ近傍東側に分布する、Aso-4Aを直接覆う強溶結の火砕流堆積物で、柱状節理が発達する。Aso-4Bの上面はしばしば赤色に酸化し、1-2 m程度の弱溶結部や非溶結部が認められることがある。Aso-4Bの到達限界外ではAso-4TがAso-4Aを直接覆っており、Aso-4TとAso-4Bの分布は重ならないことから、4Tと4Bは同時異層である可能性がある。
Aso-KSは、菊池市九ノ峰などに分布する、黒色スコリアを含む非溶結の火砕流堆積物で、白 - オレンジ色の軽石を伴う。カルデラ東側では，黒色スコリアを主体とする火砕流堆積物はないが、Aso-4B上面の非 - 弱溶結部に微量の黒色スコリアを含むことから、4KSと4Bも同時異層である可能性が考えられる。

## 古阿蘇湖
阿蘇4噴火によって、阿蘇火山では現在の阿蘇カルデラの原型が完成した。カルデラ形成直後、海抜マイナス300-600 mを湖底とするカルデラ湖の古阿蘇湖が形成された。この古阿蘇湖は、後カルデラ火山の活動によって急速に埋め立てられたことと、カルデラ西壁で布田川断層の活動などによって古立野火口瀬が形成されたことなどにより、存在していた期間は比較的短かったとされる。
約5万年前に噴出した高野尾羽根溶岩ドームや立野溶岩流によって古立野火口瀬は埋め立てられ、堰止湖と言う形で南郷谷に久木野湖が、阿蘇谷に阿蘇谷湖が出現した。しかし、現在の立野火口瀬の形成によって、久木野湖は約4万年前に、阿蘇谷湖は約8900年前に消滅し、現在ではカルデラ内に湖は見ることが出来ない。

## 阿蘇カルデラの大きさ
阿蘇カルデラの大きさは、よく世界最大級と言われるがそれは、阿蘇カルデラのようなじょうご型カルデラで、カルデラの内側に2.6万の人口をもつ集落を形成し、広く農地開墾が行われ、国道や鉄道まで敷設されている例としては世界最大級ということである。
なお陸地における世界最大のカルデラはインドネシアのトバカルデラ（長径約100 km、短径約30 km）であり、カルデラ内の人口は約26万人（2017年）となっている。トバカルデラのようなバイアス型カルデラでは、70-80 kmになることも珍しくない。また、日本では、屈斜路カルデラ（長径約26 km、短径約20 km）が最大で、阿蘇はこれに次ぐ第2位である。

## 人間との関わり
有史後の阿蘇カルデラ内にはヒトが定住し、現在は阿蘇市と阿蘇郡6町村がある。
活火山を中心とする巨大なカルデラ内に多くの人が暮らし、放牧などが営まれていることから、2013年に世界農業遺産、翌年には世界ジオパークに選定され。観光地としても人気があり、阿蘇市には阿蘇火山博物館が設けられている。
熊本県庁と阿蘇地域の7市町村はかつて世界自然遺産登録をめざしたが、環境省などの国内検討会で2003年に落選し、その後は世界文化遺産へ向けた運動に転換した。
阿蘇カルデラ内の植生・景観としては、草千里ヶ浜など草原が有名であるが、これらは放牧や牧草採集のため、牧野（）組合やボランティアが野焼きにより維持されているものである。